# Strzelanina w Bratysławie (2010)
Strzelanina w Bratysławie – strzelanina, do której doszło 30 sierpnia 2010. Zginęło 8 osób (razem ze sprawcą), a 14 zostało rannych.

## Atak
Atak miał miejsce w dzielnicy Devínska Nová Ves. 48-letni Lubomír Harman rozpoczął strzelaninę przy ulicy Pavola Horova ok. 9:40. Pierwszy telefon alarmowy zarejestrowano o 9:45. Strzały były oddawane zarówno z bloku mieszkalnego, jak i z ulicy. Sprawca zabił 7 osób, a następnie popełnił samobójstwo poprzez strzał w głowę.

## Reakcje
Na miejsce przybyli Minister Spraw Wewnętrznych Daniel Lipšic i szef krajowej policji Jaroslav Spišiak. Kondolencje rodzinom ofiar przesłali prezydent Ivan Gašparovič, premier Iveta Radičová i burmistrz Bratysławy Andrej Ďurkovský. 2 września został ogłoszony dniem żałoby narodowej.

## Ofiary strzelaniny
Pełna lista ofiar śmiertelnych strzelaniny (wliczając sprawcę):

1. Ružena Halászová (lat 51)
2. Lubomír Harman (lat 48)
3. Gabriela Košťálová (lat 52)
4. Jozef Pútik (lat 49)
5. Jozef Slezák (lat 12)
6. Stanislav Slezák (lat 27)
7. Jozefa Slezáková (lat 76)
8. Mária Slezáková (lat 44)